# Силлабаб
Силлабаб (англ. Syllabub) — британский десерт из густых сливок, взбитых вручную с сахаром и белым вином. Был особенно популярен в период с XVI по XIX век, однако часто готовится и сегодня.

## История и описание
Самые ранние рецепты силлабаба описывают его, как густой напиток из молока, створоженного благодаря добавлению сидра. В этом варианте силлабаб был максимально близок к поссету — другому популярному английскому десертному напитку того периода. 
Современный силлабаб обычно представляет собой десерт из взбитых вручную густых сливок, сахара и белого вина, ароматизированный лимоном (но ароматизатор может быть и другим). Силлабаб подают в креманках или бокалах различной формы, едят его чайной ложкой. Лимонный силлабаб имеет густую и воздушную консистенцию, умеренно сладкий, с лёгкой кислинкой вкус. Существует безалкогольный вариант силлабаба (с яблочным соком) и вариант без добавления сахара. Вместо белого вина в современных рецептах иногда может использоваться виски или просекко.
Фактически, силлабаб представляет собой нечто среднее между популярными в Великобритании десертами на основе сливок — кранаханом и трайфлом с одной стороны, и десертами из категории винных кремов (таких, как итальянский сабайон, немецкий десерт Вельфов и французский шодо) с другой. Однако, по своему происхождению силлабаб — это напиток, родственный поссету и более позднему эг-ногу (от которого, в свою очередь, произошёл современный молочный коктейль).

## Этимология
Происхождение слова «силлабаб» неизвестно. Исторически оно могло писаться по-разному («solybubbe», «sullabub», «sullibib», «sullybub», «sullibub»), в современном английском языке закрепилось написание «syllabub». Силлабаб упоминается в произведениях таких английских авторов, как Джон Хейвуд (XVI век), Сэмюэл Пипс (XVII век) и Томас Хьюз (XIX век).